# Paradoxul lui Fermi în ficțiune

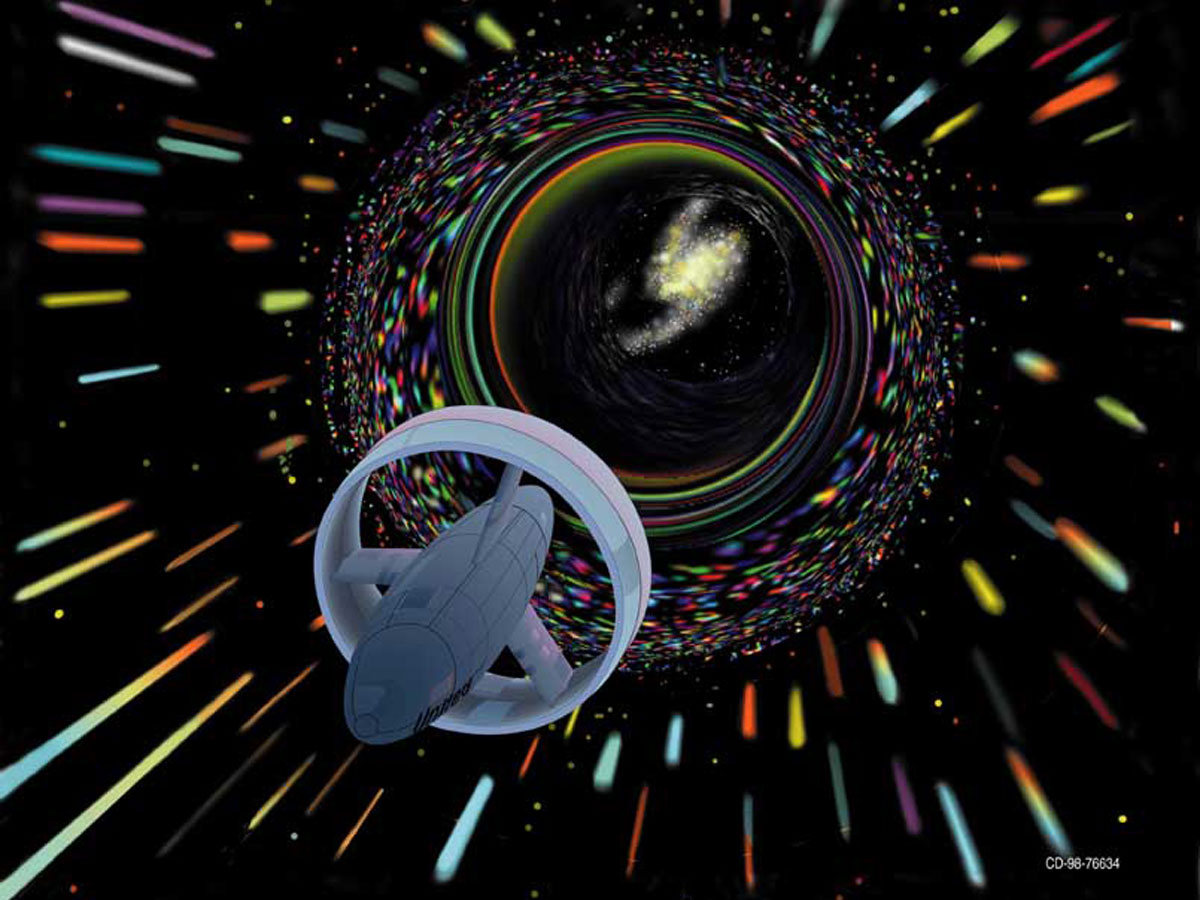
Științifico-fantasticul a inventat mai multe soluții ale paradoxului lui Fermi.

Paradoxul lui Fermi este contradicția aparentă între probabilitatea de existență în Univers a unor civilizații extraterestre, probabilitate estimată a fi mare, și lipsa de contacte cu astfel de civilizații sau alte dovezi de existență a lor.

## Exemple
Paradoxul lui Enrico Fermi și posibilele sale soluții sunt menționate în câteva lucrări de ficțiune, în special în genul științifico-fantastic. Acest gen pune la îndoială inteligența umană: "Fie că este Solaris a lui Stanislaw Lem, 2001: O odisee spațială a lui Stanley Kubrick și mai ales Contact, de Carl Sagan, ecranizat de Robert Zemeckis în 1997, primul contact duce la o situație în care inteligența noastră este transcendată de alte forme de inteligență. În cinematografie, ideea că extratereștrii ajută omenirea fără a se arăta (ipoteza unei "mari transparențe") a fost exploatată de mai multe ori: în The Adjustment Bureau - Gardienii destinului (2011) în special (bazat pe o povestire a lui Philip K. Dick, „Adjustment Team”). În benzi desenate, Hergé a folosit această ipoteză în Vol. 714 pour Sydney.
În Ultimate Extinction (carte de benzi desenate Marvel, nr. 1, 2006), Mr Fantastique a remarcat că Galactus a oferit o soluție la aparenta contradicție dintre ecuația lui Drake și paradoxul lui Fermi: Pământul nu a întâlnit încă civilizații extraterestre pentru că ele sunt rare datorită comportamentului de prădător a unuia dintre ele. În romanul lui Guy-Philippe Goldstein, Babel Minute Zéro, publicat în 2007, prof. Ernst Alberich notează că atunci când discută despre paradox, Enrico Fermi lucrează la una dintre soluțiile pe care nu vrea să le menționeze: prima bombă cu hidrogen. Prinsă în logica războiului care a pus-o mereu în mișcare, omenirea este condamnată la un destin de autodistrugere, chiar dacă este pe deplin conștientă de acest lucru. Totuși, același lucru se întâmplă și pentru toate celelalte specii de animale din Univers, explică Alberich.
În romanul său Manifold: Space publicat în 2000, Stephen Baxter explică faptul că toate speciile suficient de evoluate nu au timp pentru a ajunge de tipul IV pe scara Kardașev și nici capacitatea de a răspândi în întreg Universul pentru că sunt: fie eradicate sistematic din cauze naturale ca de exemplu de explozia unui pulsar din apropiere, fie au dispărut datorită epuizării resurselor. La scara universului, astfel de explozii de pulsari și lipsa resurselor sunt destul de frecvente pentru a împiedica dezvoltarea oricărei civilizații pe termen lung sau pentru a face cel puțin o anumită fracțiune să regreseze la o organizare tribală.  Alte romane scrise de Baxter oferă soluții pentru paradoxul lui Fermi, inclusiv The Children’s Crusade (2000), Refu-gium (2002) și Touching Centauri (2002). În nuveleta Touching Centauri (publicată în Phase Space: Stories From the Manifold and Elsewhere, 2002) autorul consideră că sistemul solar este o simplă simulare pe computer a cărei programare se descompune catastrofic la prima încercare de interacțiune pe distanțe interstelare.
În Accelerando, Charles Stross propune ideea că, în fața dificultății și a cheltuielilor de explorare a spațiului, o civilizație suficient de avansată ar putea să se izoleze și să renunțe la sine în loc să colonizeze universul, trăind în universuri virtuale generate de sfere concentrice Dyson.
Mai multe nuvele și romane science fiction conțin unele soluții pentru paradoxul lui Fermi: A. E. van Vogt în Asylum (1942), David Brin în Just a Hint (1981), The Crystal Spheres (1984) și Lungﬁsh (1986), Gregory Benford în Across the Sea of Suns (1984), Charles Pellegrino în Flying to Valhalla (1993) și The Killing Star (cu George Zebrowski, 1995), Joe Haldeman în The Coming (2000), Alastair Reynolds în Revelation Space (2000), Paul J. McAuley în Interstitial (2000), Robert Reed în Lying to Dogs (2002) sau Jack McDevitt în Omega (2003. În Berserker (1967 - 1979), Fred Saberhagen ia în considerare un scenariu în care sonde auto-replicatoare extraterestre distrug toate civilizațiile pe care le descoperă. În Les Grands Transparents (2010), Philippe Bataille folosește așa-numita ipoteză „mare transparență“ (în care umanitatea este ajutată de o entitate extraterestră).
În The Fermi Paradox Is Our Business Model (2010), scriitoarea americană Charlie Jane Anders descrie un cuplu de extratereștri care fac profit pe baza civilizațiilor în agonie sau pe moarte.
În Le Paradoxe de Fermi (2002), Jean-Pierre Boudine analizează posibilitatea ca civilizațiile inteligente să se autodistrugă printr-o fabulă filozofică care combină idei științifice și sociologice (inspirat de lucrarea scriitorului Piero San Giorgio, Survivre à l'effondrement économique) și posibilele soluții ale  paradoxului. „Gluma cosmică“ a lui Fermi este pentru Jean-Pierre Boudine o oportunitate de a critica tendința de auto-distructive a omenirii, care ar fi comună pentru toate formele de viață, aceea a unei civilizații la apogeul tehnologic după aproximativ 200 ani, o clipire doar pe scara cosmică. Paradoxul lui Fermi nu mai trebuie exprimat "dacă există extratereștrii" ci "când". Cu alte cuvinte, civilizația care transmite un mesaj trebuie să aibă o tehnologie echivalentă cu civilizația care îl va primi,lucru dificil sau imposibil de înfăptuit în scurta lor existență.
Ideea că extratereștrii sunt atât de diferiți încât nu ne recunosc, nici noi pe ei, ca ființe simțitoare apare în lucrări ca: Slave Ship (1957) de Frederik Pohl, Sundog (1965) de Brian N Ball, "Guardians" (octombrie, 1981 Analog) de George R R Martin sau Fiasko (1986) de Stanisław Lem. Decalajul de neînțelegere poate sau nu poate fi în cele din urmă depășit printr-o descoperire conceptuală care să conducă la un prim contact real. 
Ideea că Pământul nu se află într-o zonă des populată a galaxiei noastre unde societatea galactică poate prospera apare în numeroase lucrări. În Brain Wave de Poul Anderson (publicată inițial ca  "The Escape", septembrie 1953 în revista Space Science Fiction)  sistemul nostru solar este mutat în cele din urmă într-o regiune a spațiului care nu inhibă dezvoltarea inteligenței. În The Lost Perception (1966) de Daniel F. Galouye, Pământul este înălțat similar din câmpul Stygum de către extratereștri avansați. A Fire Upon the Deep (Foc în adânc, 1992) de Vernor Vinge ne plasează în "Zona Lentă" a galaxiei, unde călătoriile mai repede ca lumina și inteligența artificială sunt aproape imposibile.
Titlul romanului Pădurea întunecată (2008, de Liu Cixin) este o referință la o explicație a paradoxului lui Fermi. Fiecare civilizație spațială caută să se extindă la infinit, dar cantitatea de resurse din fiecare galaxie este finită, prin urmare toate civilizațiile capabile de călătorie interstelară devin rivale pentru aceleași resurse. Oricare civilizație A, aflând despre existența unei alte civilizații B suficient de dezvoltate, nu poate fi complet sigură că nu va deveni inamicul ei; nici măcar nu se poate baza pe întârzierea tehnologică a civilizației B, deoarece știința și tehnologia se dezvoltă exponențial și le poate depăși pe cele ale civilizației A. Prin urmare, fiecare civilizație, a cărei tehnologie vă permite să distrugă pe alții, va distruge toate civilizațiile despre care află că există, pentru a nu deveni victima unui astfel de atac. Acest lucru explică paradoxul Fermi - civilizațiile foarte dezvoltate nu dezvăluie existența lor, deoarece divulgarea va atrage inevitabil un atac, aceasta este așa-zisa „teorie a pădurii întunecate”, care folosește o metaforă a pădurii plină de vânători la pândă care atacă pe oricine își trădează poziția. Astfel, în romanul anterior Problema celor trei corpuri, Ye Wenjie a trimis un mesaj interstelar care a dus la o invazie extraterestră a Pământului.

## Antologii
Antologii cu povestiri care încearcă să dea explicații Paradoxului lui Fermi:
- Is Anybody Out There? (2010) editată de Nick Gever și Marty Halpern[1][15]
  - The Word He Was Looking for Was Hello - povestire de Alex Irvine
  - Residue - povestire de Michael Arsenault
  - Good News from Antares - povestire de Yves Meynard
  - Report from the Field - povestire de Mike Resnick și Lezli Robyn
  - Permanent Fatal Errors  - povestire de Jay Lake
  - Galaxy of Mirrors - povestire de Paul Di Filippo
  - Where Two or Three - povestire de Sheila Finch
  - Graffiti in the Library of Babel - povestire de David Langford
  - The Dark Man - povestire de Kristine Kathryn Rusch
  - One Big Monkey - povestire de Ray Vukcevich
  - The Taste of Night - povestire de Pat Cadigan
  - Timmy, Come Home  - povestire de Matthew Hughes
  - A Waterfall of Lights - povestire de Ian Watson
  - Rare Earth  - povestire de Felicity Shoulders și Leslie What
  - The Vampires of Paradox  - povestire de James Morrow

- Paradox (NewCon Press, 2014) editată de Ian Whates[1][16]
  - Catching Rays - nuveletă de David L. Clements
  - The Big Next - povestire de Pat Cadigan
  - Baedeker's Fermi - povestire de Adam Roberts
  - Zeta Reticuli - povestire de Paul Cornell
  - The Ambulance Chaser - povestire de Tricia Sullivan
  - Lost to Their Own Devices - povestire de Adrian Tchaikovsky
  - In the Beginning - povestire de Gerry Webb
  - The Trail of the Creator, the Trial of Creation - nuveletă de Paul Di Filippo
  - Stella by Starlight - povestire de Robert T. Jeschonek și Mike Resnick
  - Fermi's Doubts - povestire de George Zebrowski
  - Audiovisionary - povestire de Stephanie Saulter
  - Aether - povestire de Robert Reed
  - The End of the World - povestire de Keith Brooke și Eric Brown
  - The Worldmaker - povestire de Rachel Armstrong
  - Atonement, Under the Blue-White Sun - povestire de Mercurio D. Rivera

## Vezi și
- Primul contact
- Ipoteza planetariului